# Arrondissement Valence
Das Arrondissement Valence ist eine Verwaltungseinheit des französischen Départements Drôme innerhalb der Region Auvergne-Rhône-Alpes. Verwaltungssitz (Präfektur) ist Valence. Mit Wirkung auf den 1. Februar 2006 wechselten die Kantone Dieulefit, Marsanne, Montélimar-1 und Montélimar-2 im Zuge einer Verwaltungsreform vom Arrondissement Valence zum Arrondissement Nyons.
Es besteht aus 12 Kantonen und 101 Gemeinden.

## Kantone
| - Bourg-de-Péage - Crest (mit 9 von 28 Gemeinden) - Drôme des collines - Loriol-sur-Drôme (mit 1 von 8 Gemeinden) - Romans-sur-Isère - Saint-Vallier | - Tain-l’Hermitage - Valence-1 - Valence-2 - Valence-3 - Valence-4 - Vercors-Monts du Matin (mit 12 von 30 Gemeinden) |

## Gemeinden
Die Gemeinden des Arrondissements Valence sind:
| 1. Albon (26002)                     | 2. Alixan (26004)                        | 3. Andancette (26009)                  | 4. Anneyron (26010)                  |
| 5. Arthémonay (26014)                | 6. Barbières (26023)                     | 7. Barcelonne (26024)                  | 8. Bathernay (26028)                 |
| 9. La Baume-Cornillane (26032)       | 10. La Baume-d’Hostun (26034)            | 11. Beaumont-lès-Valence (26037)       | 12. Beaumont-Monteux (26038)         |
| 13. Beauregard-Baret (26039)         | 14. Beausemblant (26041)                 | 15. Beauvallon (26042)                 | 16. Bésayes (26049)                  |
| 17. Bourg-de-Péage (26057)           | 18. Bourg-lès-Valence (26058)            | 19. Bren (26061)                       | 20. Chabeuil (26064)                 |
| 21. Le Chalon (26068)                | 22. Chanos-Curson (26071)                | 23. Chantemerle-les-Blés (26072)       | 24. Charmes-sur-l’Herbasse (26077)   |
| 25. Charpey (26079)                  | 26. Châteaudouble (26081)                | 27. Châteauneuf-de-Galaure (26083)     | 28. Châteauneuf-sur-Isère (26084)    |
| 29. Châtillon-Saint-Jean (26087)     | 30. Chatuzange-le-Goubet (26088)         | 31. Chavannes (26092)                  | 32. Claveyson (26094)                |
| 33. Clérieux (26096)                 | 34. Combovin (26100)                     | 35. Crépol (26107)                     | 36. Crozes-Hermitage (26110)         |
| 37. Épinouze (26118)                 | 38. Érôme (26119)                        | 39. Étoile-sur-Rhône (26124)           | 40. Eymeux (26129)                   |
| 41. Fay-le-Clos (26133)              | 42. Génissieux (26139)                   | 43. Gervans (26380)                    | 44. Geyssans (26140)                 |
| 45. Le Grand-Serre (26143)           | 46. Granges-les-Beaumont (26379)         | 47. Hauterives (26148)                 | 48. Hostun (26149)                   |
| 49. Jaillans (26381)                 | 50. Lapeyrouse-Mornay (26155)            | 51. Larnage (26156)                    | 52. Laveyron (26160)                 |
| 53. Lens-Lestang (26162)             | 54. Malissard (26170)                    | 55. Manthes (26172)                    | 56. Marches (26173)                  |
| 57. Margès (26174)                   | 58. Marsaz (26177)                       | 59. Mercurol-Veaunes (26179)           | 60. Montchenu (26194)                |
| 61. Montéléger (26196)               | 62. Montélier (26197)                    | 63. Montmeyran (26206)                 | 64. Montmiral (26207)                |
| 65. Montvendre (26212)               | 66. Moras-en-Valloire (26213)            | 67. Mours-Saint-Eusèbe (26218)         | 68. Ourches (26224)                  |
| 69. Parnans (26225)                  | 70. Peyrins (26231)                      | 71. Peyrus (26232)                     | 72. Ponsas (26247)                   |
| 73. Pont-de-l’Isère (26250)          | 74. Portes-lès-Valence (26252)           | 75. Ratières (26259)                   | 76. La Roche-de-Glun (26271)         |
| 77. Rochefort-Samson (26273)         | 78. Romans-sur-Isère (26281)             | 79. Saint-Avit (26293)                 | 80. Saint-Bardoux (26294)            |
| 81. Saint-Barthélemy-de-Vals (26295) | 82. Saint-Christophe-et-le-Laris (26298) | 83. Saint-Donat-sur-l’Herbasse (26301) | 84. Saint-Jean-de-Galaure (26216)    |
| 85. Saint-Laurent-d’Onay (26310)     | 86. Saint-Marcel-lès-Valence (26313)     | 87. Saint-Martin-d’Août (26314)        | 88. Saint-Michel-sur-Savasse (26319) |
| 89. Saint-Paul-lès-Romans (26323)    | 90. Saint-Rambert-d’Albon (26325)        | 91. Saint-Sorlin-en-Valloire (26330)   | 92. Saint-Uze (26332)                |
| 93. Saint-Vallier (26333)            | 94. Saint-Vincent-la-Commanderie (26382) | 95. Serves-sur-Rhône (26341)           | 96. Tain-l’Hermitage (26347)         |
| 97. Tersanne (26349)                 | 98. Triors (26355)                       | 99. Upie (26358)                       | 100. Valence (26362)                 |
| 101. Valherbasse (26210)             |                                          |                                        |                                      |

## Neuordnung der Arrondissements 2017

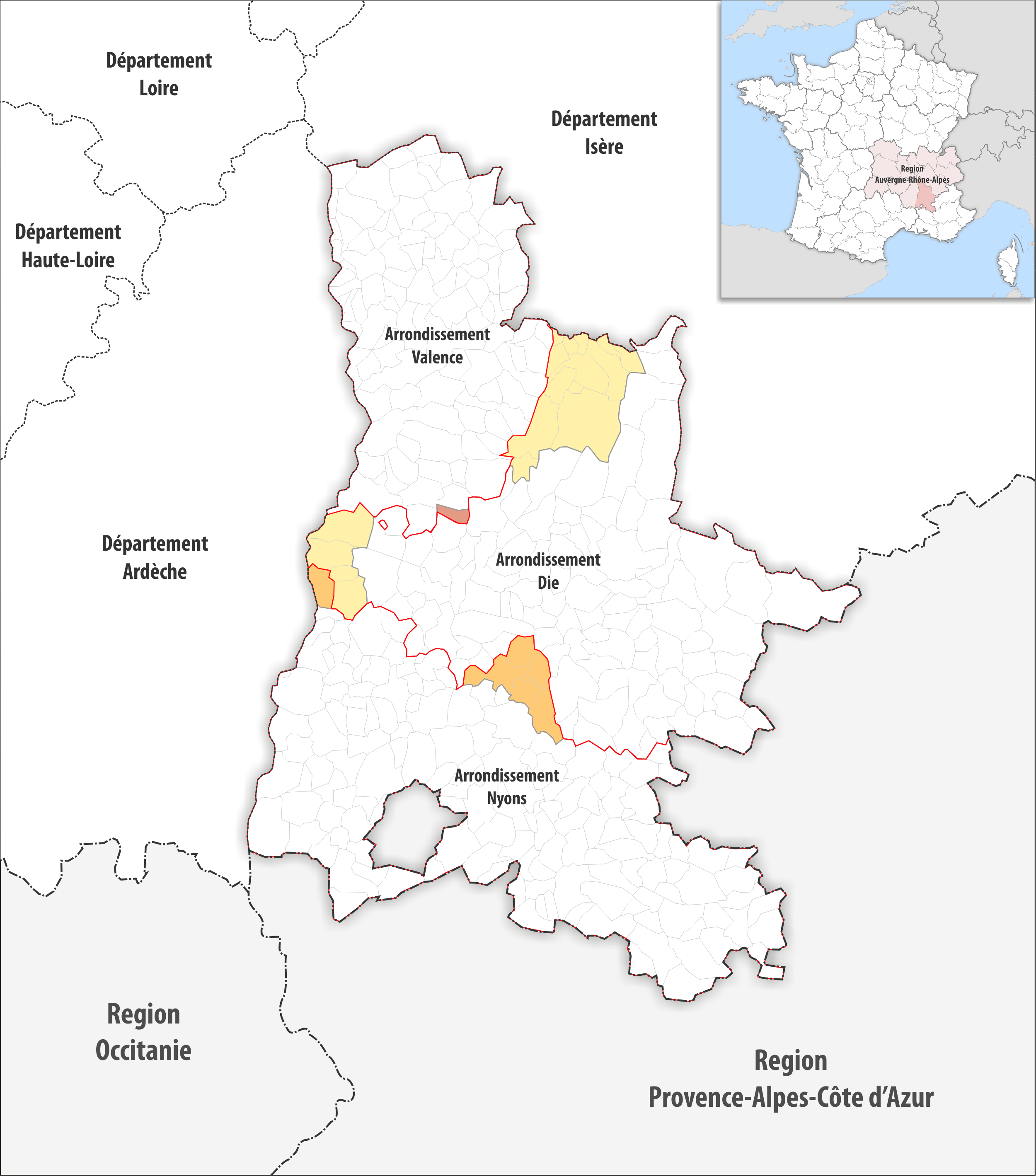
Arrondissementsanpassungen im Jahr 2017

Durch die Neuordnung der Arrondissements im Jahr 2017 wurden die 17 Gemeinden Bouvante, Le Chaffal, Cliousclat, Échevis, Léoncel, Livron-sur-Drôme, Loriol-sur-Drôme, Mirmande, La Motte-Fanjas, Oriol-en-Royans, Rochechinard, Saint-Jean-en-Royans, Saint-Laurent-en-Royans, Saint-Martin-le-Colonel, Saint-Nazaire-en-Royans, Saint-Thomas-en-Royans und Sainte-Eulalie-en-Royans wurden aus dem Arrondissement Valence dem Arrondissement Die und die Gemeinde Saulce-sur-Rhône dem Arrondissement Nyons zugewiesen.
Dafür wurde die Gemeinde Ourches vom Arrondissement Die dem Arrondissement Valence zugewiesen.

## Weitere Neuordnungen
- Zum 10. Januar 2018 wurde die Gemeinde Ambonil aus dem Arrondissement Valence in das Arrondissement Die übergeführt.[1]

## Ehemalige Gemeinden seit der landesweiten Neuordnung der Arrondissements
- Bis 2021: La Motte-de-Galaure, Mureils
- Bis 2018: Montrigaud, Miribel, Saint-Bonnet-de-Valclérieux
- Bis 2015: Mercurol, Veaunes